# Stefanie Hubig
Stefanie Hubig (Fráncfort del Meno, 15 de diciembre de 1968) es una política alemana del Partido Socialdemócrata (SPD) que se ha desempeñado como Ministra de Educación de Renania-Palatinado bajo los ministros-presidentes Malu Dreyer y Alexander Schweitzer desde 2016. En 2025, fue seleccionada como Ministra de Justicia de Alemania en el gabinete Merz.

## Biografía

### Formación académica y carrera judicial
Hubig nació en 1968 en la ciudad de Fráncfort del Meno, en Alemania Occidental. Completó su educación secundaria en Múnich en 1988. Posteriormente, estudió Derecho en la Universidad de Ratisbona, donde aprobó el primer examen estatal en 1993 y el segundo en 1995. En 2003, obtuvo el título de Doctora en Derecho, con una tesis sobre el origen y la evolución del fuero patrimonial en el proceso civil alemán del siglo XIX.
Entre 1996 y 2000, trabajó como fiscal y jueza en el tribunal regional de Ingolstadt. En 2000, se incorporó al Ministerio Federal de Justicia, donde desempeñó funciones como asesora y, a partir de 2005, como jefa de departamento, encargada de asuntos parlamentarios y de política jurídica general.

### Trayectoria política

#### Estatal
En 2008, Hubig se trasladó a la Cancillería Estatal de Renania-Palatinado y, en 2009, asumió la dirección del departamento de Derecho Penal en el Ministerio de Justicia y Protección al Consumidor del estado. El 8 de enero de 2014, fue nombrada secretaria de Estado en el Ministerio Federal de Justicia y Protección al Consumidor bajo la dirección del ministro Heiko Maas. Durante su mandato, participó en la reforma del derecho penal sexual y en la gestión de la controversia relacionada con la investigación de la plataforma Netzpolitik.org.
Tras las elecciones estatales de 2016 en Renania-Palatinado, Hubig fue nombrada Ministra de Educación el 18 de mayo de ese año por la ministra-presidenta Malu Dreyer. En este cargo, fue responsable de la política educativa y de la educación infantil en el estado.

#### Federal
En las negociaciones para formar la coalición "semáforo" (SPD, Los Verdes y FDP) tras las elecciones federales de 2021, Hubig formó parte del grupo de trabajo sobre política educativa. En 2025, participó nuevamente en las negociaciones para establecer una Coalición negro-roja entre la CDU/CSU y el SPD, integrando el grupo de trabajo sobre educación, investigación e innovación.

#### Ministra Federal de Justicia
En mayo de 2025, Stefanie Hubig fue designada como Ministra Federal de Justicia y Protección al Consumidor en el gabinete del canciller Friedrich Merz, sucediendo a Volker Wissing en el cargo.

## Vida personal
Stefanie Hubig está casada y profesa la fe católica.